# Пйорунув (Мазовецьке воєводство)
Пйорунув (пол. Piorunów) — село в Польщі, у гміні Блоне Варшавського-Західного повіту Мазовецького воєводства.
Населення — 112 осіб (2011).
У 1975-1998 роках село належало до Варшавського воєводства.

## Демографія
Демографічна структура станом на 31 березня 2011 року:
|          | Загалом | Допрацездатний вік | Працездатний вік | Постпрацездатний вік |
| -------- | ------- | ------------------ | ---------------- | -------------------- |
| Чоловіки | 56      | 9                  | 40               | 7                    |
| Жінки    | 56      | 7                  | 39               | 10                   |
| Разом    | 112     | 16                 | 79               | 17                   |